# Nedre Säljet
Nedre Säljet är en sjö i Gävle kommun i Gästrikland och ingår i Gavleåns huvudavrinningsområde. Sjön har en area på 0,649 kvadratkilometer och ligger 59 meter över havet. Sjön avvattnas av vattendraget Gavleån.

## Delavrinningsområde
Nedre Säljet ingår i det delavrinningsområde (672291-156076) som SMHI kallar för Utloppet av Nedre Säljet. Medelhöjden är 64 meter över havet och ytan är 3,65 kvadratkilometer. Räknas de 369 avrinningsområdena uppströms in blir den ackumulerade arean 2 171,99 kvadratkilometer. Avrinningsområdets utflöde Gavleån mynnar i havet. Avrinningsområdet består mestadels av skog (54 procent). Avrinningsområdet har 0,64 kvadratkilometer vattenytor vilket ger det en sjöprocent på 17,5 procent. Bebyggelsen i området täcker en yta av 0,73 kvadratkilometer eller 20 procent av avrinningsområdet.